# Jacques Distler
Jacques Joseph Distler (* 1961 in Montreal) ist ein kanadischer theoretischer Physiker, der sich mit Stringtheorie, Quantenfeldtheorie und mathematischer Physik befasst.
Distler wurde 1987 an der Harvard University bei Sidney Coleman promoviert (Compactified string theories). Er war Assistant Professor an der Princeton University und ist seit 1994 Professor an der University of Texas at Austin. Er unterhält ein Blog über theoretische Physik. 1993 wurde er Forschungsstipendiat der Alfred P. Sloan Foundation (Sloan Research Fellow).

## Schriften
- mit André LeClair Gauge Invariant Superstring Field Theory, Nucl. Phys. B 273, 1986, 552
- mit H. Kawai Conformal Field Theory and 2-D Quantum Gravity or Who's Afraid of Joseph Liouville ?, Nucl. Phys. B 321, 1989, 509.